# Фроленков, Андрей Анатольевич
Андрей Анатольевич Фроленков (род. 19 июля 1969, Брянск, РСФСР, СССР) — российский военнослужащий, полковник полиции, заместитель командира отряда мобильного особого назначения «Арсенал» Управления Федеральной службы войск национальной гвардии Российской Федерации по Брянской области. Герой Российской Федерации (2022).

## Биография
Родился 19 июля 1969 года в Брянске.
Фроленков после получения среднего специального образования и пройдя срочную службу в рядах Российской армии, в 1993 году поступил на службу в органы милиции (с 2011 года — полиции) Министерства внутренних дел Российской Федерации (МВД России).
Проходил службу в ОМОН Управления МВД по Брянской области. В начале 2000-х годов закончил Университет МВД России (Брянский филиал), а с 2016 года брянский ОМОН был передан в состав Росгвардии. В 2021 году стал именоваться «Арсенал». Участвовал в захвате территории Чернобыльской АЭС в ходе российского вторжения на Украину

## Санкции
18 декабря 2023 года, из-за российского нападения на Украину, попал под санкции стран Евросоюза так как он «принимал участие в агрессии против Украины, в том числе в захвате Чернобыльской атомной электростанции».

## Звания и награды
- Герой Российской Федерации (Указом Президента Российской Федерации от 4 апреля 2022 года за мужество и героизм, проявленные при исполнении воинского долга, полковнику полиции Фроленкову Андрею Анатольевичу присвоено звание Героя Российской Федерации с вручением знака особого отличия — медали "Золотая «Звезда»)[2][4][5][7].
- Медаль ордена «За заслуги перед Отечеством» II степени.
- Медаль «За отвагу» (Россия) (2).
- Медаль "За отличие в охране общественного порядка.